# Krugovaši
Krugovaši je v chorvatské literatuře 20. století označení spisovatelů, které pojilo pouto přispívání do literárního časopisu Krugovi (česky doslovně Kruhy). Jednalo se o první chorvatskou poválečnou generaci autorů, která prosazovala tvorbu svobodnou, odporující dogmatům socialistického realismu. Jednalo se o autory narozené většinou v 20. až 30. letech 20. století. Řadí se mezi ně např. Nikola Miličević, Slobodan Novak, Zvonimir Golob, Slavko Mihalić, Josip Pupačić, Milivoj Slaviček, Slavko Mađer, Irena Vrkljan, Vlatko Pavletić, Ivan Slamnig, Vlado Gotovac, Vesna Krmpotić, Čedo Prica, Antun Šoljan.
Jedním ze společných rysů tzv. krugovašů bylo rozbití černobílého pohledu na svět, a především na druhou světovou válku. Autoři se ve velkém zajímali o celý okolní svět, do svých děl dávali najevo kosmopolitní pohled na svět. Rovněž s oblibou překládali díla západních autorů (jakými byli např. Lorc, T.S. Elliot, André Breton, Whitman, Woolf a další). 
Ostře odmítali komunistickou nadvládu nad literární tvorbou. Vlatko Pavletić prohlásil, že "literární republika jen těžko snáší tyranii jednoho výslovného soudu". Krugovaši považovali experiment za jednu z hlavních metod obohacování literární tvorby. Velmi rychle se dostali do sporu se starší generací autorů, která se realizovala především v 30. letech 20. století, kdy byla hlavním proudem tzv. sociální literatura, velmi blízká ideologiím socialismu a Komunistické strany. Mnozí krugovaši se tak dostali např. do střetu s veteránem chorvatské literatury, Miroslavem Krležou.[zdroj?] Celý spor se později uklidnil poté, co noví autoři prokázali prostřednictvím svého časopisu Krugovi, kde uveřejňovali vlastní básně, co umí. Jugoslávská literární kritika je nakonec přijala.[zdroj?]
Krugovaši hledali nová témata a soustředili se na běžný život; život ulice, domácnosti a problémy, se kterými se lidi každodenně dostávají do styku. 
Hlavním žánrem, ve kterém se Krugovaši realizovali, byla především poezie. V tomto směru vynikali především Slavko Mihalić a Ivan Slamnig. 
Po zániku časopisu Krugovi začali vydávat časopis Razlog. 
Období, ve kterém Krugovaši v chorvatské literatuře působili, se nazývá Druhá moderna.[zdroj?] Je to období, kdy se podařilo do jisté míry vzkřísit modernistické tradice tvorby první poloviny 20. století. 